# Opérculo (botánica)

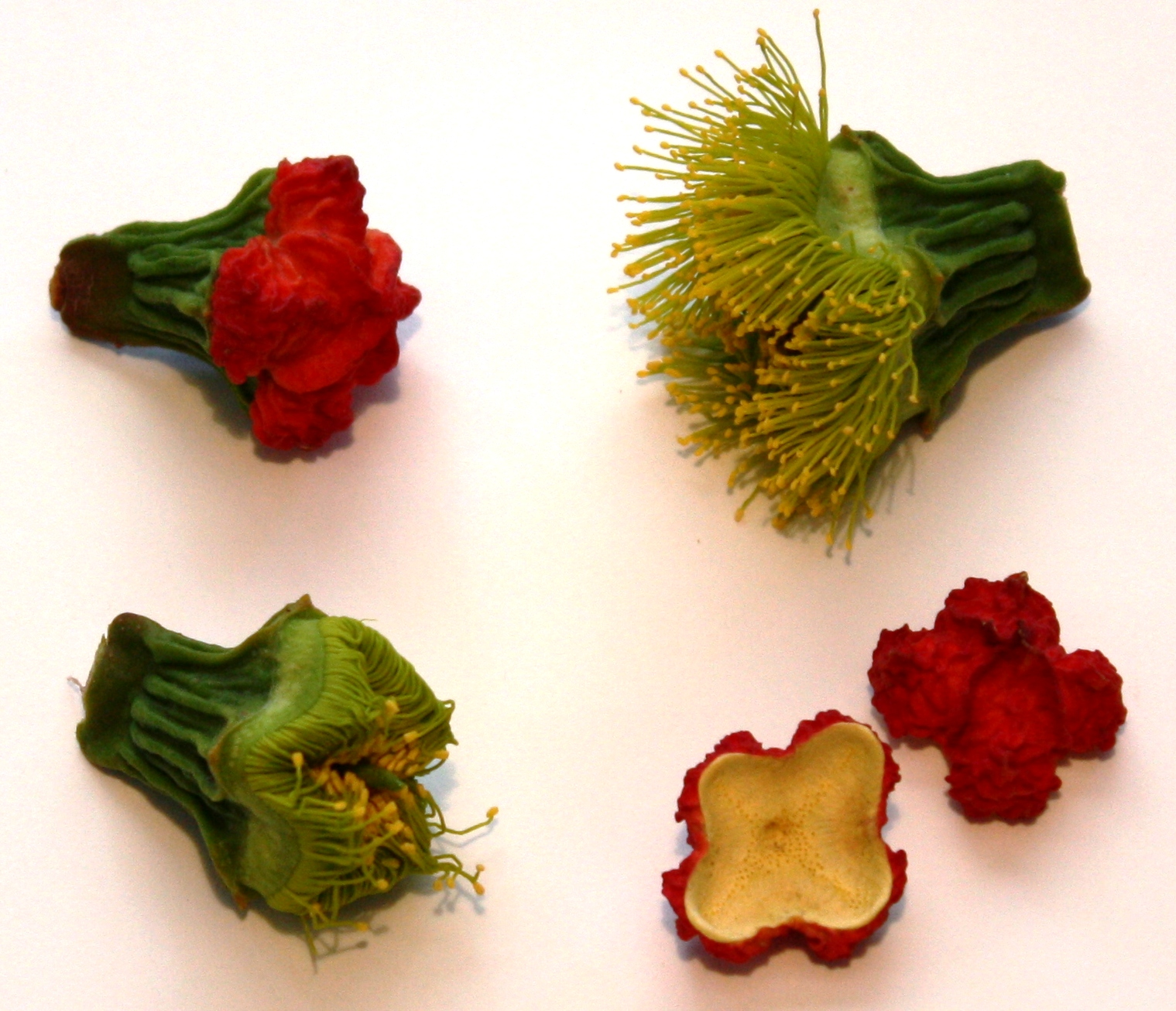
Los botones florales del Eucalyptus erythrocorys poseen un opérculo grande, brillante y rojo.

Un opérculo o (en plural) opérculos son términos botánicos que describen una determinada estructura o estructuras de algunas plantas vasculares, musgos, u hongos que actúan como tapa o aleta. En las plantas vasculares, aun opérculo también puede ser llamado cofia.
Ejemplos de estructuras identificadas que incluyen opérculos:
- La aleta del esporangio de un musgo, cubriendo el peristoma (apéndices que rodean la boca de una cápsula de musgo).
- La tapa del asca en ciertos hongos Ascomycota.
- Una tapa que cubre la abertura de los granos de polen.
- La cofia que cubre las flores de árboles de Eucalyptus y Corymbia, que cae a medida que se abren.
- La cubierta de un pyxidium (cápsula cuya parte superior se cae cuando las semillas se liberan) de una planta, por ejemplo el plantago.
- El folíolo que previene la acumulación de agua de lluvia en algunas plantas carnívoras.